# فيرونيكا بورشه علي
فيرونيكا بورشه علي (بالإنجليزية: Veronica Porsche Ali)‏ (ولدت باسم: فيرونيكا بورشه. 16 ديسمبر 1955) ممثلة أمريكية والزوجة السابقة للملاكم محمد علي.

## روابط خارجية
- فيرونيكا بورشه علي على موقع IMDb (الإنجليزية)
- فيرونيكا بورشه علي على موقع قاعدة بيانات الفيلم (الإنجليزية)